# Monte Boragine
Monte Boragine è un rilievo dei Monti Reatini che si trova nel Lazio, nella provincia di Rieti, tra il comune di Leonessa e quello di Cittareale.